# 裕廊坊
1°20′24″N 103°42′23″E / 1.34000°N 103.70639°E
裕廊坊（英語：Jurong Point）是位于新加坡西部裕廊西新镇的购物中心。

## 历史
1995年12月裕廊坊购物中心开幕。1996年3月，新加坡第一家设置在商场内的公共图书馆裕廊西公共图书馆正式于裕廊坊购物中心开幕。2009年裕廊坊购物中心正式完成扩建，成为当时新加坡郊区最大的购物中心之一。同时，裕廊坊购物中心楼上的私人公寓项目“The Centris”也正式落成。2009年1月28日文礼巴士转换站也搬迁至落裕廊坊购物中心内，并且成为新加坡第4个综合交通枢纽，与附近的文禮地鐵站链接在一起。文礼巴士转换站也是新加坡最多巴士路线停靠的巴士转换站。
2016年10月，开发商牙直利GTS及李金塔集团以20亿新加坡元的价钱出售廊坊购物中心。 职总子公司贸惠合作社（Mercatus Co-operative Limited）最终以22亿新元的价钱收购了购物中心。
2022年12月，領展以21.61億新加坡元向贸惠收購裕廊坊及Swing By@Thomson Plaza權益。

## 图片集

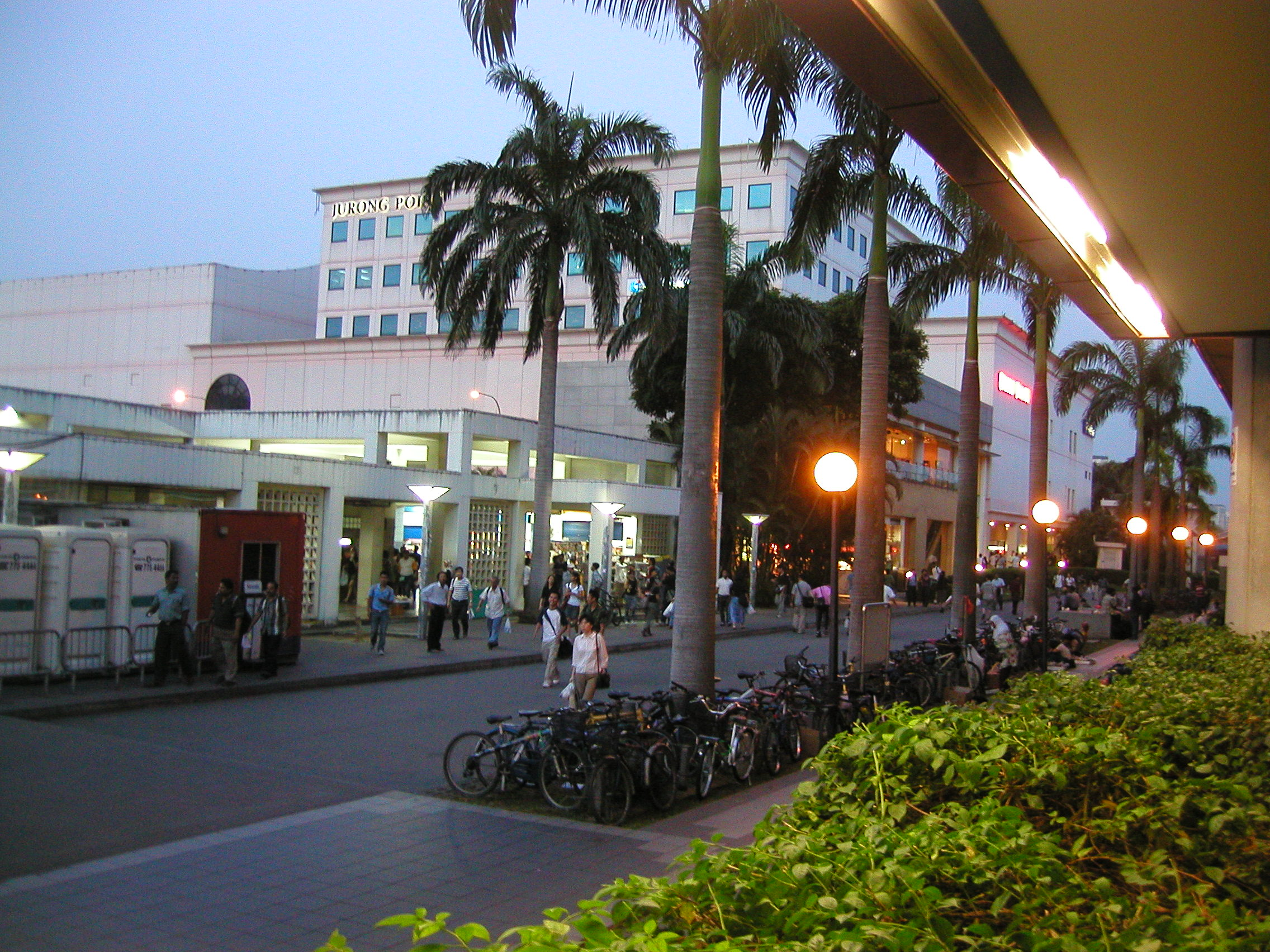
裕廊坊购物中心外观
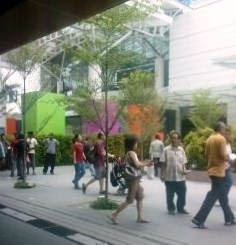
裕廊坊扩建部分外观